# Engaït
Engaït és una vall dels Pirineus que es troba a la frontera entre el Principat d'Andorra i Catalunya. Una part de la vall, la part alta i el vessant oest, és a la parròquia andorrana d'Encamp i la part baixa i el vessant est, formen part del municipi català de Lles de Cerdanya, a la Baixa Cerdanya. Hi baixa el riu d'Engaït, que desemboca al riu de la Llosa, el qual desemboca uns 14 km més al sud a Martinet, al riu Segre. L'únic edifici que hi ha a la vall són les restes d'una borda situada a la dreta del riu d'Engaït a una cota de 2.198 m.
En total hi ha sis estanys a Engaït: un que es troba al fons de la vall a una cota d'uns 2.292 m; tres de situats a una cubeta glacial al vessant oest de la vall anomenats col·lectivament estanyons d'Engaït i que es troben a una alçada d'uns 2.468 m els dos de més avall, i uns 2.514 m el de més amunt; i dos estanys més situats a la capçalera de la vall, un que es troba a uns 2.440 m, i el de més amunt, anomenat estany d'Engaït, que és a uns 2.502 m.

## Etimologia
En un document de 1280 se cita Engait juntament amb Vallcivera i la vall de la Llosa. En l'obra Onomasticon Cataloniae, l'etimòleg Joan Coromines postula que Engaït és fàcil que sigui un topònim format amb el prefix En- aglutinat, tal com tants altres noms de llocs veïns d'Andorra i la Cerdanya (Encamp, Enclar, Envalira, Entor, Engorgs, etc.). Coromines hipotetitza que Engaït podria venir d'un possible col·lectiu llatí GAIETUM -ETI ('gaiat, vionat, formant escaires') provinent de GAIA ('llista, franja de to diferent'), en referència al to de color diferent de la vall, i on s'hi hauria aglutinat la preposició locativa llatina IN ('en').

## Geografia
| Valira Valira del Nord Valira d'Orient Arieja Riu de la Llosa |

Mapa de les conques hidrogràfiques d'Andorra:

Engaït, juntament amb Vallcivera, són les dues valls secundàries situades a la capçalera de la vall de la Llosa. Engaït és una de les poques valls del territori andorrà que no desemboquen a la Valira. A part de la conca hidrogràfica de la Valira, hi ha dues conques hidrogràfiques més: Engaït i també la raconada de Montmalús, que desemboca al riu de Vallcivera, i al seu torn al riu de la Llosa, a més de la zona del Pas de la Casa, que desemboca al riu Arieja i més tard a la Garona.
La vall, que discorre de nord a sud, fa uns 3,8 km de longitud i uns 2 km d'amplada de mitjana. El punt més baix és a l'aiguabarreig del riu d'Engaït amb el riu de la Llosa, a uns 2.046 m, entre el pla dels Esparvers i el pla de la Moixa. Tret de per on desemboca el riu d'Engaït, la vall està envoltada de cims de 2.700 i 2.800 m d'alçada. El primer cim que hi ha al vessant oest és el Bony d'Engaït (2.748 m) i uns 500 m al nord, seguint la carena, hi ha el Pic de la Portella dels Colells (2.773 m). Ambdós cims fan de divisòria entre Engaït i Montmalús. Seguint des del Pic de la Portella dels Colells, uns 400 m en sentit nord-est hi ha el Pic de la Portella de Joan Antoni o Pic de Serra Seca (2.776 m).
Gairebé 1 km per la carena en direcció nord-est, i passant per la Portella de Joan Antoni (2.677 m) hi ha el Pic de la Menera (2.775 m) i uns 600 m després, també en sentit nord-est i passant per la Portella d'Engaït (2.671 m), hi ha el Pic d'Engaït (2.780 m). La carena continua cap al nord-est i uns 260 m després hi ha el Pic d'Envalira (2.823 m) i uns 150 m després hi ha el Pic Negre d'Envalira (2.818 m). Des d'aquí la carena es bifurca en sentit nord, cap al Port d'Envalira (2.408 m), i en sentit sud. Des del Pic Negre d'Envalira, 1,6 km en sentit sud hi ha la Portella Blanca d'Andorra (2.515 m), un punt triple fronterer entre Andorra, Catalunya i França. Continuant 1,4 km cap al sud, i passant pel Pic de la Portella (2.597 m), hi ha el Pic de Calm Colomer (2.869 m). Uns 370 m en sentit sud-oest, i passant pel collet de Sant Vicenç (2.801 m), hi ha la Tosseta de l'Esquella (2.835 m) i continuant en direcció sud poc més d'1 km per la Serra de l'Esquella hi ha la Portella d'Engorgs (2.691 m).

## Geologia

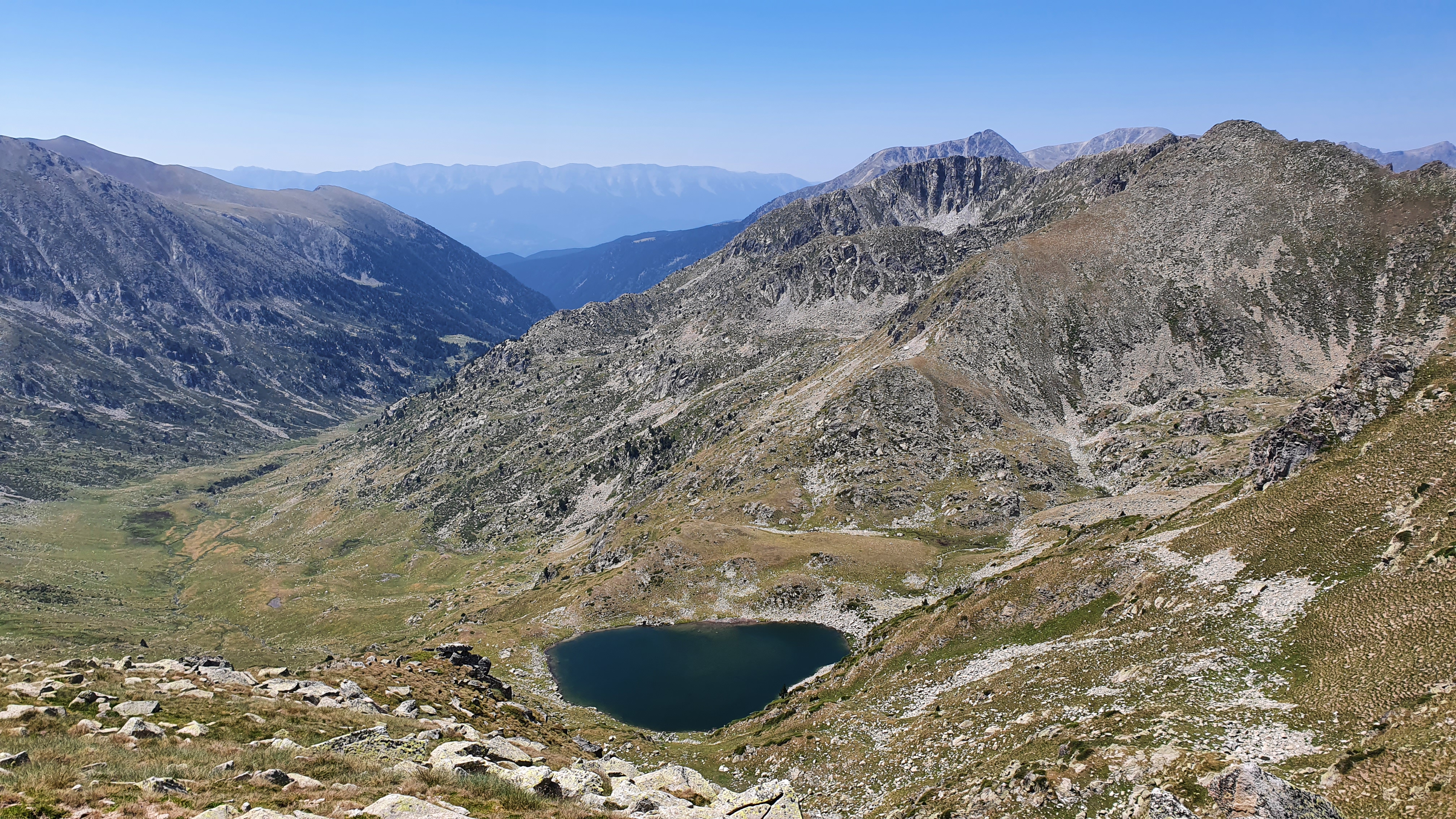
Estany d'Engaït, situat a la capçalera de la vall a uns 2.502 m

A nivell geològic, Engaït és una vall d'origen glacial amb una geomorfologia modificada per fenòmens glacials. El fons de la vall presenta til·lites i cordons morènics procedents del retrocés glacial del Plistocè (2,58 Ma – 0,0117 Ma). Als vessants hi ha una gran abundància de granodiorita biotiticohornblèndica del període geològic del Carbonífer-Permià (358,9 Ma – 251,902 Ma), una roca ígnia intrusiva que conté biotita i hornblenda. També als vessants hi ha diverses zones de tarteres i esbaldregalls de pendent de l'Holocè (11.700 anys – present) i algunes zones amb sediments de glacera rocallosa del màxim tardiglacial del Plistocè-Holocè.
Engaït forma part del batòlit d'Andorra, una gran massa de roques granitoides que s'estén des del riu Segre al sud fins a les valls d'Ensagents, Cortals d'Encamp i el circ dels Pessons al nord, i de la vall de Perafita i la serra Airosa a l'extrem oest al vessant oriental de la vall de la Llosa a l'est. Aquesta extensió presenta granits, granodiorites, tonalites i altres roques intrusives àcides.

## Biodiversitat
Tota la part de la vall que hi ha en territori català està inclòs a l'Espai Natural Protegit de la Tossa Plana de Lles-Puigpedrós. L'espai també té les figures de protecció de zona d'especial conservació (ZEC) i zona d'especial protecció per a les aus (ZEPA).
Segons el Mapa de cobertes del sòl de Catalunya, la part catalana de la vall d'Engaït presenta sis tipologies de coberta del sòl. A la part sud i entrada a la vall, a menys alçada, s'hi observen boscos densos i clars d'acicufolis, pinedes de pi negre (Pinus uncinata). Al fons de la vall principalment hi ha prats alpins i herbassars i algunes zones humides. Als vessants hi ha matollar i diverses zones de roquissars i congestes. No hi ha àrees agrícoles o urbanitzades.

## Senderisme
La vall d'Engaït és el lloc de pas de dos senders de gran recorregut (GR):
- GR 7: recorre un tram de gairebé 2 km a la part alta de la vall, exclusivament en territori andorrà. Va des de la Portella Blanca d'Andorra a la Portella d'Engaït, passa pel Pic d'Engaït i surt per la Portella de Joan Antoni.[13] El GR 7 és part del Sender Europeu E4,[14] que va des de Tarifa, a Andalusia, fins a l'illa de Xipre.

- GR 107 o «Camí dels bons homes»: recorre pràcticament tot el fons de vall, des de l'entrada a Engaït pel sud fins a enfilar-se pel vessant oriental i creuar la Portella Blanca d'Andorra al cap d'uns 3,5 km. El sender connecta el Santuari de la Mare de Déu de Queralt, a Berga, i la ciutat de Foix, a l'Arieja.[15]

A més, el GR 11 o «Sender del Pirineu» passa just per l'entrada de la vall. En sentit est-oest, ve de la Portella d'Engorgs, passa pel pla dels Esparvers, on es creua amb el GR 107, i continua cap a Vallcivera. Es tracta d'un sender que recorre els Pirineus pel vessant sud, des del Cantàbric fins a la Mediterrània.